# Montagnes Blanches (Laurentides)
Pour les articles homonymes, voir Montagnes Blanches.
Les montagnes Blanches, aussi connues sous le nom de massif de la Manouanis, sont un massif montagneux de la chaîne des Laurentides, au Québec.

## Toponymie
Selon la Commission de toponymie du Québec, le massif doit son nom au fait que ses « sommets […] sont enneigés durant la majorité de l'année ».

## Géographie

### Localisation

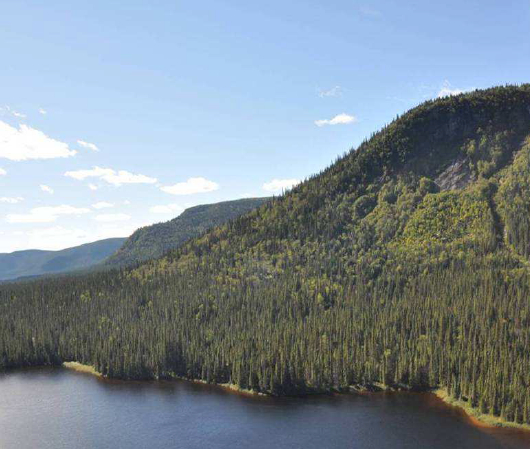
Vue des montagnes Blanches en été, au nord du Saguenay–Lac-Saint-Jean.

Le massif est situé à l'ouest et au sud-ouest du lac Manicouagan, à mi-chemin entre les territoires non organisés de Mont-Valin (Saguenay–Lac-Saint-Jean) et de Rivière-aux-Outardes (Côte-Nord). Quelques-uns de ses sommets dépassent les 1 000 mètres d'altitude. Il constitue une frontière naturelle entre la dépression du lac Manouane au Saguenay–Lac-Saint-Jean et la cuvette du réservoir Manicouagan, sur la Côte-Nord. Les monts Otish sont situés un peu plus au nord du massif. La rivière aux Outardes, la rivière Manouanis et la rivière des Montagnes Blanches le traversent.

### Topographie
Parmi ses sommets, on trouve :
- le mont des Caboches (1 037 m) ;
- le mont des Airelles (992 m) ;
- le mont des Camarines (959 m) ;
- le mont du Mammouth (839 m).

### Géologie
Le massif est une formation de roches intrusives ultramafiques (anorthosite et gabbro).